# Mancebo
A mancebia é um sistema de reprodução empresarial empregado na Galiza durante o Antigo Regime, preferentemente pelas casas comerciais.

## Características
Os chamados mancebos viviam nas mesmas casas que os comerciantes. Na planta baixa situava-se o comércio, no primeiro andar o patrão e a sua família e no segundo ou terceiro os mancebos e as criadas. O mancebo estava no que no direito civil galego se chama "a mesa e os manteis". Isto quer dizer que a casa corria com os gastos de comida e alojamento, medicinais e mesmo vestimentas. Não recebia os salários até o dia da sua independência. Cobrava todo junto, geralmente trás dez ou doze anos, com a finalidade de montar uma nova empresa. Este ato fazia-se de mútuo acordo e normalmente o patrão fazia parte da nova empresa achegando capital.
Em algumas ocasiões acontecia que o mancebo casava com uma das herdeiras, fazendo-se cargo da empresa familiar.